# Lourenço Alves Ribeiro

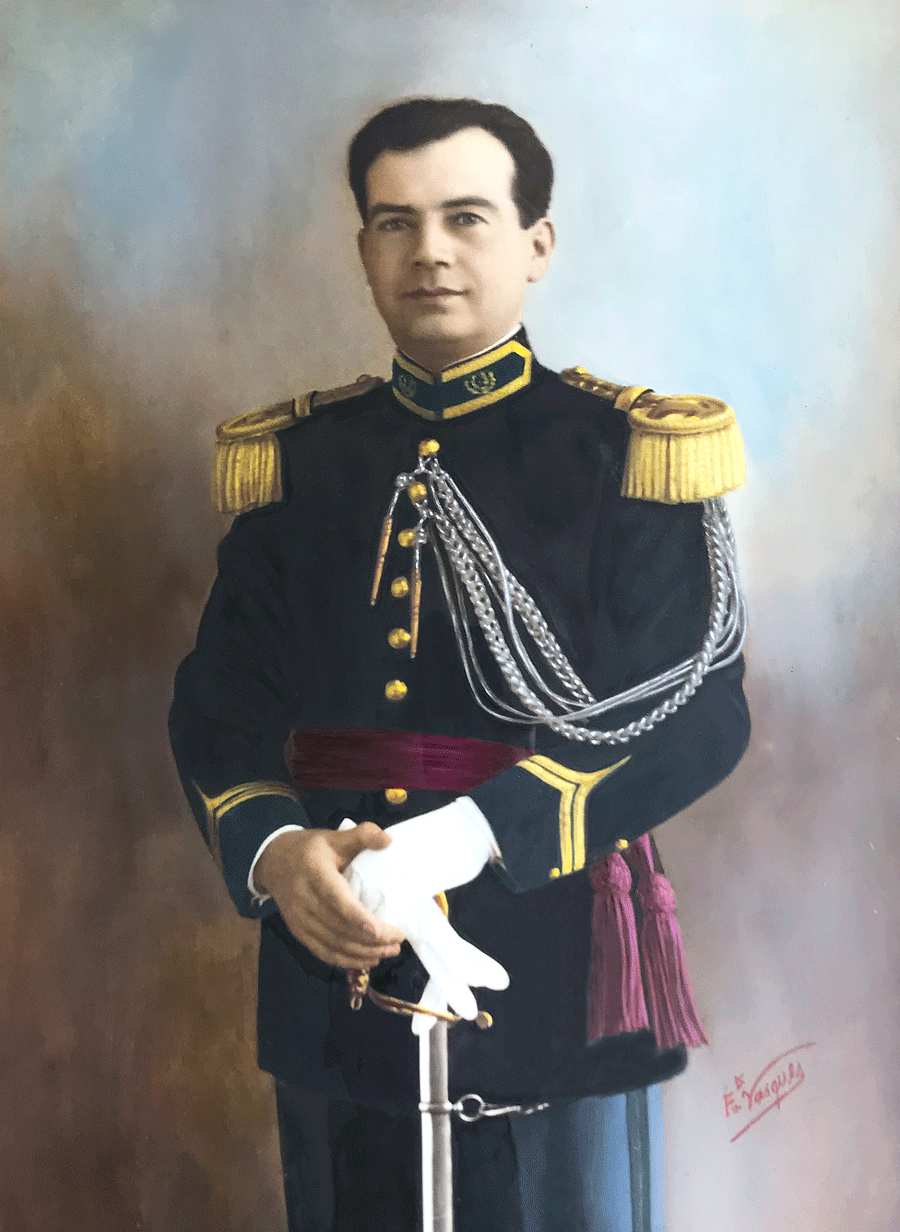
Major e Maestro Lourenco Alves Ribeiro

Lourenço Alves Ribeiro foi um maestro e militar português.

## Biografia
Lourenço Alves Ribeiro nasceu em Coutins-Infias, Caldas de Vizela, em 6 de Novembro de 1899 e faleceu em Lisboa, 15 de Julho de 1993. 
Aprendeu música com seu pai João Alves Ribeiro, começando a tocar na Orquestra de Vizela aos 9 anos. Daí em diante, e até seus 19 anos, executou saxotrompa, corneta, trombone, saxofone, clarinete, eufônio e contrabaixo. Alistou-se como voluntário no Regimento de Infantaria n.º 32 em 15 de Março de 1919. Conseguiu com os conhecimentos adquiridos na Orquestra, ser chamado ao  exército tendo sido, em todos os concursos, o primeiro classificado.
Cursou no Conservatório Nacional, onde fez, na parte técnica, os cursos de solfejo, harmonia, contraponto fuga e estética, acabando com 20 valores, especializando-se em trombone de varas que concluiu também com 20 valores; História da Música e Acústica com distinção e louvor.

## Carreira
- 2.º Sargento músico de 3.ª classe a 3 Março de 1920;

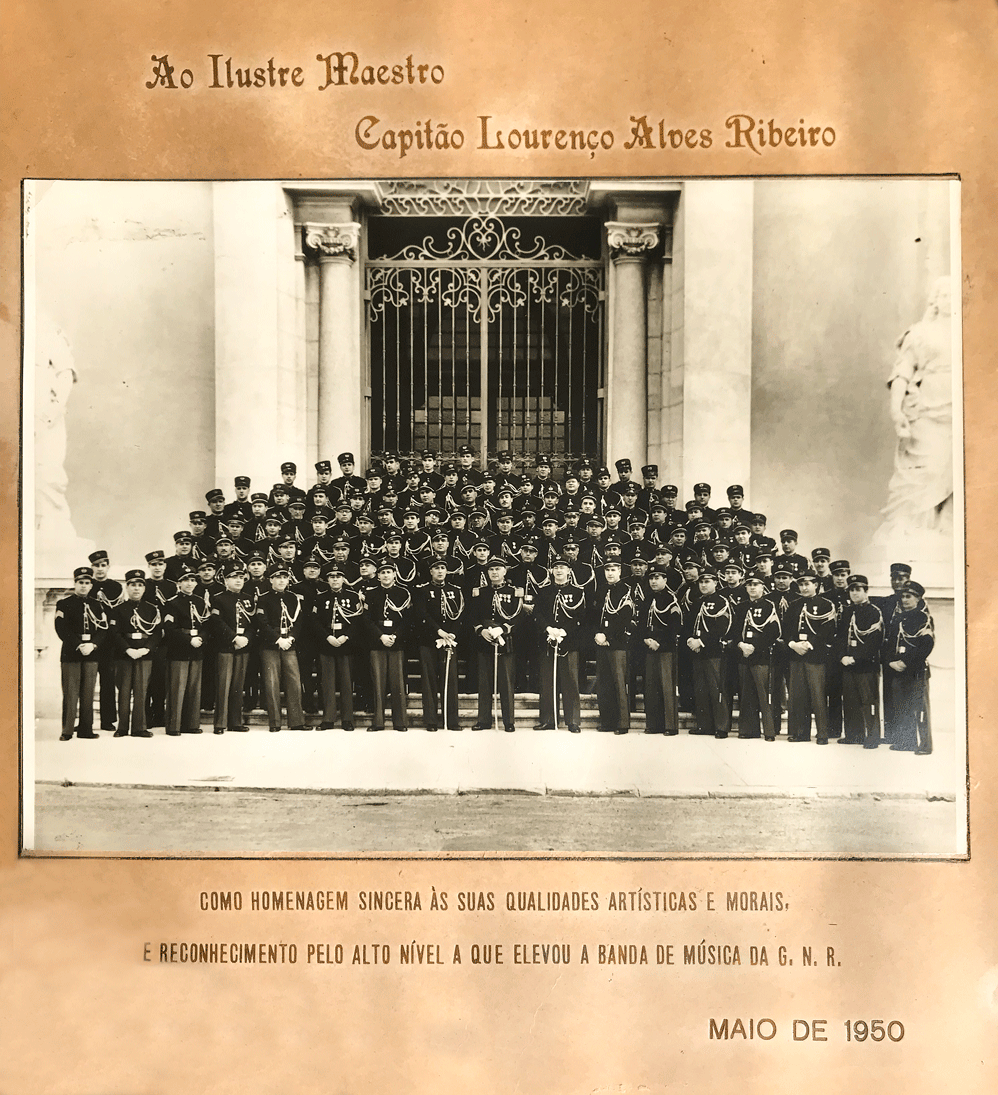
Banda de Música da Guarda Nacional Republicana (1950) dirigida pelo Maestro Lourenço Alves Ribeiro, na altura Capitão (ao centro, à frente)

- Banda de Música da Guarda Nacional Republicana (1950) dirigida pelo Maestro Lourenço Alves Ribeiro, na altura Capitão (ao centro, à frente)2.º Sargento músico de 2.ª classe a 8 de Novembro de 1920;
- 1.º Sargento músico a 9 de Junho de 1923;
- Sargento Ajudante músico em Março de 1926;
- Alferes Chefe de Banda em 21 de Março de 1921;
- Tenente a 2 de Dezembro de 1935;
- Capitão a 6 de Novembro de 1947;
- Major em 29 de Outro de 1959 para preenchimento da vaga de Major Inspector de Bandas e Fanfarras das Forças Militares e das Forças Militarizadas criada pelo Decreto de Lei nº42510 de 18 de Setembro de 1959 e colocado no Ministério da Defesa Nacional.[1]

Quando Sub-Chefe foi solista em Bombardino na Banda de Música da GNR e tomou a regência desta primeira Banda do País, a ainda com o posto de Alferes, a 20 de Abril de 1935.
A renovação do reportório preocupa o maestro Alves Ribeiro, e novas obras são adaptadas e transcritas, tendo deixado o serviço na Banda da GNR a 04 de Novembro de 1959, por ter sido promovido a Major Inspector das Bandas e Fanfarras das Forças Militares e Militarizadas.
Professor de grande competência, admiráveis qualidades de trabalho e interesse pelos seus alunos, distinguiu-se sempre pelas elevadas classificações por ele conseguidas, tanto no plano civil leccionando Harmonia, Acústica e História da Música, como no Militar, preparando para Chefe de Banda Carlos Soares Oliveira, Manuel da Silva Dionísio, Carlos da Conceição Saraiva e outros muitos dos quais também para Sub-Chefe.
Durante o tempo que exerceu as funções de Inspector, cerca de dois anos passou à situação de reserva em 6 de Novembro de 1961, fez uma inspecção às Bandas e Fanfarras do Exército entregando neste Departamento, como resultado dessa inspecção, um relatório circunstanciado no qual foram apresentadas várias sugestões e propostas.
Realizou concertos com as Bandas da Marinha, Caçadores 5, Infantaria 1, Aviação e GNR, realizadas no pavilhão dos Desportos, na praça do Campo Pequeno, aos quais assistiram membros do Governo e do Corpo Diplomático e no Coliseu dos Recreios, este perante o Ministro da Defesa da Alemanha Federal e de vários membros do Governo Português.
Trabalhou com duas comissões compostas por Chefes de Banda dos três ramos das Forças Armadas e da GNR, sob a sua presidência procurando mesmo conseguir a possibilidade do desenvolvimento da Indústria Nacional no que diz respeito a instrumentos musicais; na outra, elaborar um regulamento de concursos para os diversos postos usados nos três ramos das Forças Armadas e na GNR relativo à uniformização e actualização dos mesmos.
Foi professor de Harmonia, Acústica e História da Música tanto no plano civil como
militar.
Compôs várias obras durante o período do Estado Novo: Marcha Desfile da GNR, Marcha Canção do Soldado da GNR, Marcha Canção do Legionário (apêndice documental, doc.17), Marcha O 28 de Maio, Marcha Canção do Soldado Português, Marcha O S. João de 1934, Marcha O Desfile de Infantaria, etc.

## Inovações na Banda da GNR
Foi com Alves Ribeiro que a Banda Sinfónica da GNR, passou para as principais salas de concerto. Desenvolveu uma programação regular com concertos no Pavilhão dos Desportos e no Carmo, inaugurou os concertos radiodifundidos e iniciou os concertos de gala para comemoração dos aniversários da GNR primeiro no teatro S. Luís e depois no S. Carlos.
Ao nível das alterações que implementou destaque para a introdução de mais um instrumento de corda, a harpa, que juntamente com os instrumentos de corda já existentes elevaram o potencial da banda, permitindo a execução de todo o tipo de repertório sinfónico, que tendo que ser transcrito para esta formação, passou a ser motivo de especial cuidado.
No âmbito da sua acção, a Banda participou, sob a chefia de Alves Ribeiro, no tattoo Luso–Britânico em honra da Rainha de Inglaterra Isabel II. Nas comemorações dos seus 115 anos, a Banda Sinfónica da GNR, realizou um concerto com três partes no Pavilhão dos Desportos, transmitido pela Emissora Nacional. A terceira parte desse concerto teve a colaboração de um Orfeão da GNR com 600 vozes. O concerto foi organizado em parceria com a Câmara de Lisboa, tendo sido o mesmo dedicado à população, ao qual assistiram milhares de pessoas. No ano em que se comemoraram os 114 anos da passagem de F. Liszt pelo Quartel do Carmo, foi descerrada uma lápide evocativa da efeméride e proferida uma palestra por Lourenço Alves Ribeiro.

## O personagem
Existem episódios que merecem ser contados, desta leva, pelo seu valor pitoresco, que demostra a postura vivida na época. Era sabida a exigência tida para com os músicos na banda da GNR, em especial, para com os aprendizes, que vinham para a banda com conhecimentos rudimentares. Num dos muitos ensaios em que eram postos à prova, Alves Ribeiro, que em caso de falha do aprendiz dava sempre a hipótese de voltar a repetir uma ou duas vezes, não era paciente ao ponto de ouvir uma terceira, dizendo ao aprendiz, que face à circunstância estaria para além de aflito “Outra vida rapaz!... Outra vida…” — Nem todos os aprendizes ficavam ao serviço da banda e a ver pelo incentivo ainda menos…
Outro episódio ainda mais curioso, que ainda hoje ecoa pela banda, foi o que Alves Ribeiro proferiu no final de um ensaio, numa altura mais atribulada de trabalho. “…Amanhã o ensaio começa às 8:00!...” ao que um músico incrédulo com a hora, visto que os ensaios começavam diariamente às 9:30, questiona “Às 8:00? - Alves Ribeiro, que não terá gostado remata dizendo: “Às 7:00!”. E assim foi.

## Condecorações
- Medalha de Exemplar Comportamento;
- Medalha Militar da Classe de Bons Serviços;
- Medalha de Mérito Militar;
- Medalha Naval Comemorativa do 5º Centenário da Morte do Infante D. Henrique;
- Insígnias de Cavaleiro da Ordem Militar de Avis (9 de junho de 1941);[4]
- Insígnias de Cavaleiro da Ordem Militar de Sant'Iago da Espada (16 de maio de 1950).[4]